# 朱鴻謨
朱鴻謨（1543年—1598年），字文甫，號鑑川、鑑塘，諡恭恪、恭介，山東承宣布政使司青州府益都縣（今山東省益都縣）人，明朝政治人物。

## 生平
隆慶四年（1570年），山東鄉試第三名中舉。隆慶五年（1571年），聯捷辛未科三甲252名進士，刑部觀政，授吉安府推官。任內在诸生中特別賞識鄒元標。萬曆五年（1577年）擔任南京浙江道監察御史，鄒元標、吳中行等人被治罪，他上疏請救，言語触怒张居正，被贬为平民。
朱鸿谟回到家中，闭门讲学。萬曆十四年（1586年），經孫繼先舉薦，以原官起用，出任河南道監察御史，巡按江西。上奏减免因水灾造成减产的赋税，请求减去饶州磁器，奏章没有被上报给皇帝。又上疏推荐因谏议被削去官职的人，违背了圣旨，被停发俸禄。萬曆十七年二月，提升为光禄寺少卿，八月升太仆寺少卿、分管西路，告病。萬曆十九年（1591年）十月，起任大理寺左少卿。萬曆二十年四月，任南京都察院右佥都御史，提督操江。萬曆二十一年（1593年）正月，改都察院右副都御史、巡抚应天、苏州十府。他上疏引用二位先皇帝节俭的案例，请求裁减上供的纺织品。苏州一带徭役不均，命令以占有的田地为标准，不足百亩的不服徭役，县里予以登记，定出差别、等级。纨绔子弟横行乡里，无赖之徒与他们为非作歹，朱鸿谟将其一网打尽，上疏报告皇帝有叛乱。朝廷议论要出动部队，兵部主事伍袁萃极力劝说尚书石星，命令再做勘察，于是调解。萬曆二十二年（1594年）十月，朱鸿谟提升为刑部右侍郎，卒于任上。家貧不能下葬，同僚凑钱才办理丧事。赠刑部尚书，谥号恭介。

## 家族
曾祖朱鳳。祖父朱浩隆。父朱得正。母程氏，继母张氏。重庆下。

## 延伸阅读
[在维基数据编辑]
 《國朝獻徵錄·卷之四十七》，出自焦竑《國朝獻徵錄》
 《明史卷二百二十七》，出自《明史》